# أفكاري صامتة
أفكاري صامتة (بالأوكرانية: «Мої думки тихі» Moi dumky tykhi)  هو فيلم درامي كوميدي أوكراني للمخرج أنطونيو لوكيش. عُرض الفيلم لأول مرة في 4 يوليو 2019، خلال قسم شرق الغرب (كارلوفي فاري) في الدورة 54 من مهرجان كارلوفي فاري السينمائي الدولي، حيث فاز بجائزة لجنة التحكيم الخاصة.

## القصة
يدرس الفيلم المشكلة الأبدية للآباء والأطفال.  يعمل بطل الرواية كمهندس صوت وموسيقي، ويواجه الكثير من المشاكل ولديه العديد من النكسات. نفس الأزمة تنتظره في حياته الشخصية. دعته شركة كندية لتسجيل أصوات الحيوانات الأوكرانية في ترانسكارباثيا. يقوم بالمهمة بحماس وإبداع، لكن والدته تأتي معه وتزعجه باستمرار وتشتت انتباهه. إذا تمكن من تسجيل صوت مالارد نادر في راخيف، فقد يكون قادرًا على مغادرة «أوكرانيا غير المريحة» والسفر إلى «كندا الجذابة».

## تمثيل
- أندريه ليداهوفسكي - فاديم، ويعمل مهندساً لصوت
- إيرما فيتوفسكا فانتسا - والدة فاديم، وتعمل سائق سيارة أجرة في أوزهورود

## إنتاج

### تقدير
في يونيو 2017، كان الفيلم أحد الفائزين في مسابقة وكالة الأفلام الحكومية الأوكرانية.   حصل الفيلم على تمويل حكومي بقيمة 8.9 مليون غريفنا من إجمالي التقدير البالغ 9.2 مليون غريفنا. بدأ التصوير في أوكرانيا في مارس 2018. تم التصوير في كييف وجبال الكاربات وزاكارباتيا أوبلاست. 

## الإنتاج والتوزيع

### إصدار المهرجان
عُرض الفيلم لأول مرة في 4 يوليو 2019 في قسم شرق الغرب من الدورة 54 من مهرجان كارلوفي فاري السينمائي الدولي. وهناك حصل فيلم «أفكاري صامتة» على جائزة لجنة التحكيم الخاصة. في أوكرانيا، أقيم العرض الأول للفيلم خلال مهرجان أوديسا السينمائي الدولي، حيث حصل عمل أنطونيو لوكيش على جائزة الجمهور، وجائزة FIPRESCI لأفضل فيلم أوكراني، وجائزة أفضل ممثل (إيرما فيتوفسكا فانتسا).

### إصدار الفيلم
تم إصدار الفيلم في أوكرانيا في 16 يناير 2020. قام الموزع بإعادة إصدار الشريط في 5 مارس 2020 في أوكرانيا بمناسبة اليوم العالمي للمرأة.

### شباك التذاكر
تم عرض الفيلم في أوكرانيا في 91 دار سينما، وفي الأسبوع الأول من 16 يناير إلى 22 يناير 2020، شاهد الكوميديا 29 ألف مشاهد وبلغت الرسوم ما يقرب من 2.8 مليون غريفنا. في الأسبوع الثاني، انخفض عرض الفيلم إلى 74 دارًا سينمائيًا، وفي نهاية الأسبوع الثاني، كان إجمالي عدد مشاهدات الفيلم 52.3 ألف مشاهد، وبلغ إجمالي شباك التذاكر 5.0 مليون غريفنا. على الرغم من أن الفيلم حقق أكثر من 9.4 مليون ين في شباك التذاكر في أوكرانيا.

## روابط خارجية
- أفكاري صامتة  في قاعدة بيانات الأفلام على الإنترنت (بالإنجليزية)
- My Thoughts Are Silent  على فيسبوك.
- أفكاري صامتة على الموقع الإلكتروني للموزع الأوكراني Arthouse Traffic